# غيك
كلمة غيك أو جيك (بالإنجليزية: Geek) هي لفظ عامي يالإنجليزية يُستخدم أصلًا لوصف أشخاص غريبي الأطوار أو غير عاديين، في الاستخدام الحالي، تعني الكلمة عادةً الخبير أو المتحمس المهووس بهواية معينة أو الساعي الفكري، مع المعنى العام للإهانة «لشخص غريب، بالأخص الشخص الذي يُنظر إليه على أنه مفكر مفرط أو غير عصري أو ممل أو متخلّف اجتماعيًا».
يستخدم البعض لفظ المرجعية الذاتية دون تعمد الأذى أو باعتبارها مصدرًا للفخر، بالإضافة إلى أنها غالبًا ما تشير ببساطة إلى «شخص مهتم بموضوع (عادةً ما يكون فكريًا أو معقدًا) من أجل مصلحته». غير أن اللفظ ما يزال يدل على نوع من الإهانة، ويُستخدم على نطاق واسع بطريقة مسيئة خاصةً ضد الأطفال والمراهقين الذين يمكن أن يكونون أكثر تركيزًا على الدراسات، في حين يكونون أقل شعبيةً أو عصريةً أو ميولًا اجتماعيًا.
غالبًا ما يُستخدم لفظ غيك بالتبادل مع لفظ نيرد، لكن غيك كان له دائمًا دلالات أكثر سلبية، ربما بسبب ارتباطه في وقت سابق بأداء ممثلي الكرنفال.

## تعريفات
قدمت طبعة عام 1975 من قاموس التراث الأمريكي، التي نُشرت قبل عقد من الثورة الرقمية، تعريفًا واحدًا فقط: «غيك [الاسم، باللغة العامية]. مؤدي كرنفال يحتوي عرضه عادةً قضم رأس دجاجة حية أو ثعبان» عثرت ثورة التكنولوجيا على استخدامات جديدة لهذه الكلمة، لكنها ما تزال في كثير من الأحيان تنقل لدغة مهينة. اليوم، يقدم موقع ديكشينري دوت كوم خمسة تعاريف، الرابع منها هو «مؤدي الكرنفال الذي يقوم بأعمال مثيرة للاشمئزاز أو مقززة، مثل عض رأس دجاجة حية».
لفظ نيرد له معنى مماثل مرادف عمليًا للفظ غيك، ولكن يختار الكثيرون تحديد دلالات مختلفة بين هذين اللفظين، على الرغم من الاختلافات المتنازع عليها. في مقابلة أجريت عام 2007 على برنامج ذا كولبير ريبورت، قال ريتشارد كلارك إن الفرق بين النيردات والمهوسين (غيك) هو أن «المهوسون ينجزونها» أو «جي جي آي دي». عرّفت جولي سميث المهووس (الغيك) بأنه «شاب بارع انطوى إلى نفسه، فأصبح ضعيفًا اجتماعيًا، وشعر بقربه الشديد مع كوكبه الخاص حتى إنه سافر روتينيًا إلى كل ما اخترعه مؤلفوه المفضلون، الذين فكروا في هذا السر، وضع حاسوبه الحالم في مكانه كالفضاء الإلكتروني في مكان مثير، مكان أكثر واقعية من حياته الخاصة، أرض يمكن أن يغزوها، لا غرفة مراهق رتيبة في منزل والديه».

## شيك غيك
يشير لفظ شيك غيك (بالإنجليزية: Geek chic) إلى اتجاه بسيط في الموضة ظهر في منتصف العقد الأول من القرن الحادي والعشرين، إذ تبنى الشباب أزياء «غريبة»، مثل النظارات السوداء الضخمة ذات الإطار السميك، وحمالتي البنطلون/الحمالات، وسراويل هايواتر.
أصبحت النظارات -التي تُرتدى أحيانًا بعدسات دون وصفة طبية أو نظارات دون عدسات- هي العلامة المحددة لهذا التوجه؛ فحددت وسائل الإعلام مشاهير مختلفين على أنهم «يتشبهون بالغيك» أو «يصبحون غيك» لارتدائهم مثل هذه النظارات، مثل ديفيد بيكهام وجاستن تمبرليك.
في الوقت نفسه، في عالم الرياضة، كان العديد من لاعبي الدوري الأميركي لكرة السلة للمحترفين يرتدون «نظارات الغيك» خلال المقابلات التي تلت المباراة، رسم مقارنات مع ستيف أوركل. اعتمد بعض «المهووسين» على لفظ «المهووس الأنيق» للإشارة إلى دور جديد مقبول اجتماعيًا في مجتمع متقدم تكنولوجيًا.